# Benthesicymus investigatoris

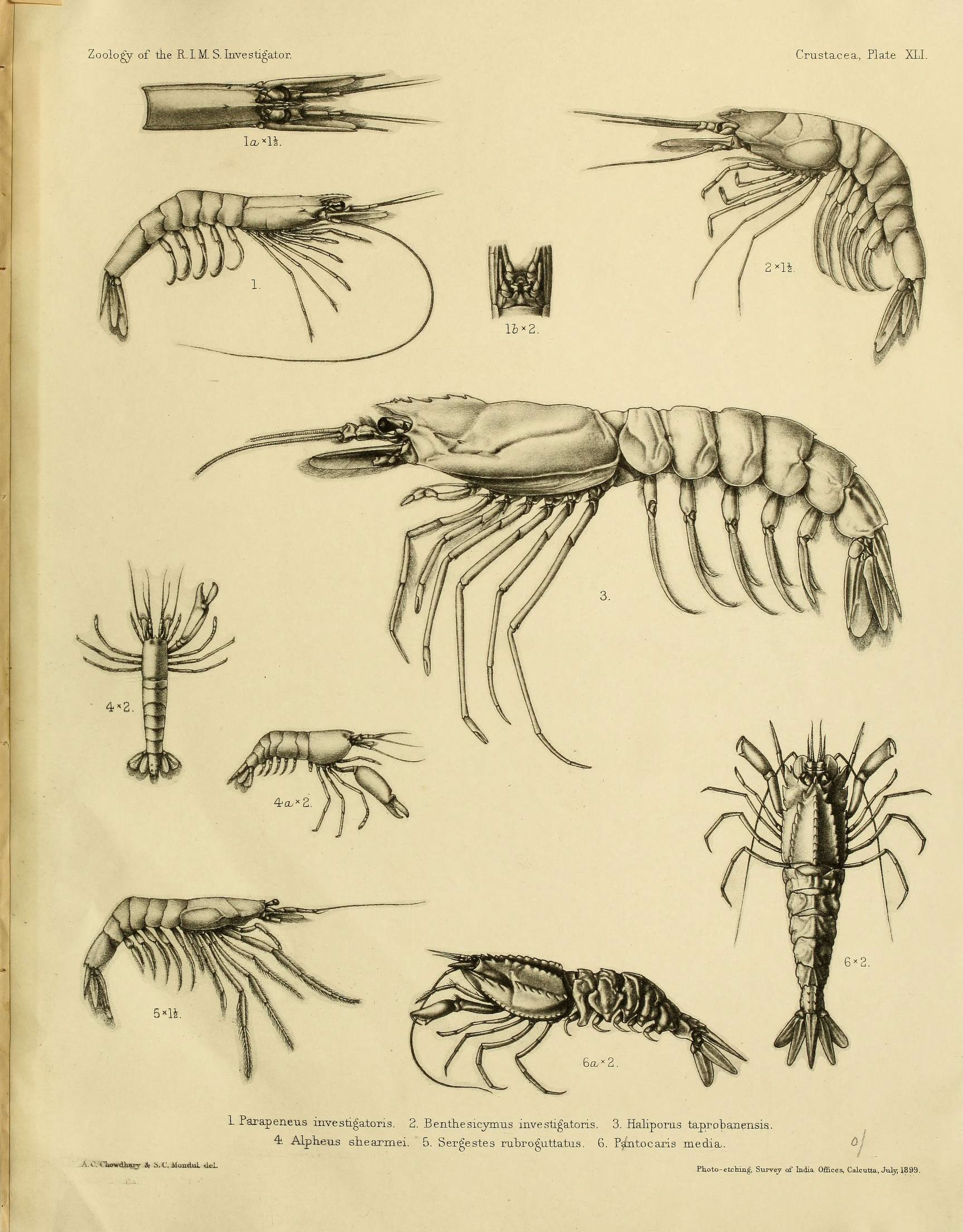
Benthesicymus investigatoris

Benthesicymus investigatoris är en kräftdjursart som beskrevs av Alcock och A. R. S. Anderson 1899. Benthesicymus investigatoris ingår i släktet Benthesicymus och familjen Benthesicymidae. Inga underarter finns listade i Catalogue of Life.